# Tân Thanh, Lâm Hà
Tân Thanh là một xã thuộc huyện Lâm Hà, tỉnh Lâm Đồng, Việt Nam.

## Địa lý
Xã Tân Thanh nằm phía tây nam huyện Lâm Hà, cách thị trấn Đinh Văn khoảng 25 km về phía tây nam, có vị trí địa lý:
- Phía đông giáp xã Hoài Đức
- Phía tây giáp tỉnh Đắk Nông
- Phía nam giáp xã Liên Hà và huyện Di Linh
- Phía bắc giáp xã Phúc Thọ.

Xã Tân Thanh có diện tích 124,46 km², dân số năm 2022 là 13.604 người, mật độ dân số đạt 109 người/km².

## Hành chính
Xã Tân Thanh được chia thành 11 thôn.

## Lịch sử
Ngày 24 tháng 10 năm 1987, Hội đồng Bộ trưởng ban hành Quyết định số 157-HĐBT về việc:
- Thành lập xã Tân Thanh thuộc huyện Đức Trọng trên cơ sở vùng kinh tế mới.
- Chuyển xã Tân Thanh thuộc huyện Đức Trọng về huyện Lâm Hà mới thành lập quản lý.